# Godefridus Johannes Hoogewerff
Godefridus Johannes Hoogewerff (Amersfoort, 20 juni 1884 - Florence, 25 maart 1963) was een Nederlands kunsthistoricus en hoogleraar aan de Universiteit Utrecht.

## Leven
Godfried Hoogewerff werd geboren in Amersfoort en volgde daar het gymnasium. Ook leerde hij het vak van timmerman en bezocht als lichtmatroos verschillende Skandinavische landen. Vanaf 1903 studeerde hij aan de Rijksuniversiteit Utrecht, waar hij de handschriften van het Aartsbisschoppelijk Museum catalogiseerde. In 1808 werd hij assistent van hoogleraar Willem Vogelsang en in 1909 bracht hij zijn eerste bezoek aan Rome. Hij verbleef in het Nederlands Historisch Instituut te Rome voor zijn dissertatie over Nederlandse schilders die in de zestiende en zeventiende eeuw in Italië werkten. Hij promoveerde op dit onderwerp in 1912 maar bleef aan het Instituut verbonden als assistent, wat hij combineerde met een Italië-correspondentschap voor het Algemeen Handelsblad, waarschijnlijk om zijn geringe beloning (het jaarsalaris bedroeg c. 1000 gulden) aan te vullen.
In 1923 werd Hoogewerff directeur van het instituut in Rome. Hij zorgde ervoor dat vanaf 1924 de kunstgeschiedenis en archeologie een officiële plek kregen naast de historische afdeling van het instituut. Door zijn inspanningen konden tentoonstellingen van oude Noord-Nederlandse schilderkunst, met schilderijen van Rembrandt en Vermeer, in het voorjaar van 1928 worden georganiseerd in de Galleria Borghese. In de jaren daarna stond Hoogewerff voor de taak het Nederlands instituut in goede banen te leiden gedurende de opkomst van het Italiaanse fascisme. Hij was er mogelijk verantwoordelijk voor dat het nieuwe gebouw (geopend in 1933) een traditionele vormgeving kreeg die teruggreep op de Renaissance, in plaats van het bij de fascisten geliefde Rationalisme.
Hoogewerff deed ook onderzoek naar Nederlandse verluchte handschriften en vroeg-Nederlandse schilderkunst en van 1922 tot 1925 gaf hij samen met Alexander Willem Byvanck de driedelige Noord-Nederlandsche Miniaturen uit. Zijn speciale interesse ging uit naar Jan van Scorel, die als Nederlander in Italië een opmerkelijke carrière had gemaakt, onder meer als conservator van de Vaticaanse collecties; hij publiceerde een Franstalige monografie over Van Scorel in 1923 en een andere in het Nederlands in 1941.
Zijn aanvankelijke pensionering in 1950 weerhield Hoogewerff er niet van hoogleraar Iconografie en vroegchristelijke kunst aan het Kunsthistorisch Instituut van de Universiteit van Utrecht te worden (als opvolger van de roemruchte Louis Grondijs). Vier jaar later bleek zijn tweede pensionering de katalysator voor zijn oprichting van het Nederlands Interuniversitair Kunsthistorisch Instituut in Florence, waar hij zich had gevestigd en later overleed. Hij werd als hoogleraar opgevolgd door William Heckscher.
Hoogewerff was in 1913 getrouwd met de Finse Hilma Maya Tamminen, die hij tijdens een van zijn eerste reizen had leren kennen. Zij maakte de eerste (en enige) Nederlandse vertaling, direct uit het Fins, van het Finse nationale epos, de Kalevala.

## Werk
Als kunsthistoricus heeft Hoogewerff internationale bekendheid verworven door in 1928 op het zesde Internationale Congres van Historische Wetenschappen in Oslo als een van de eersten de iconologie (als onderscheiden van de eenvoudigere iconografie) als eigen specialisme te definiëren, waarbij hij teruggreep op het gebruik van de term iconologie door Aby Warburg in 1912.
Hoogewerffs omvangrijkste kunsthistorische publikatie is de geschiedenis van De Noord-Nederlandsche Schilderkunst (1936-1947. 5 dl.). In zijn werk neemt archiefonderzoek een grote plaats in. Pionierswerk is door hem verricht m.b.t. de aanwezigheid van Nederlanders, speciaal kunstenaars (de Bentvueghels) en geleerden te Rome, en hij publiceerde de relevante bronnen in Bescheiden in Italië omtrent Nederlandsche kunstenaars en geleerden, dl. II en III (Rijks geschiedkundige publicatiën ('s-Gravenhage, 1913,1917). Kleine serie 12 en 17) en Nederlandsche kunstenaars te Rome 1600-1725. Uittreksels uit de parochiale archieven (Studiën van het Nederlandsch Historisch Instituut te Rome: 3). Hieraan is ook zijn bekendste boek De Bentvueghels ('s-Gravenhage, 1952) gewijd.
In 1932 publiceerde hij onder het pseudoniem "A.E. Drijfhout" samen met graficus M.C. Escher, met wie hij zeer bevriend was, het boekje XXIV emblemata dat zijn zinne-beelden, inclusief door hem geschreven spreuken (in Latijn) en gedichten (in het Nederlands) bij prenten (houtsneden) van Escher. Hij zorgde ervoor dat Escher, waar hij veel bewondering voor had maar die toen nog geen enkele faam had verworven, bekendheid kreeg via het organiseren van tentoonstellingen en het leggen van contacten.